# Jonas Pinheiro Borges
Jonas Pinheiro Borges ComMM (São José de Mipibu, 18 de fevereiro de 1945) é um matemático e político brasileiro filiado ao Partido Trabalhista Brasileiro (PTB). Pelo Amapá, foi senador e prefeito da capital Macapá.

## Biografia
Filho de Idalino Pinheiro Borges e Margarida Nunes Pinheiro. Bacharel em Matemática pela Universidade Federal do Rio Grande do Norte fez política no Amapá onde foi o último prefeito nomeado de Macapá em 1985 e eleito senador pelo PTB em 1990 para um mandato encerrado após as eleições de 1994.
Em 1992, como senador, Josaphat foi admitido pelo presidente Fernando Collor à Ordem do Mérito Militar no grau de Comendador especial.